# Casa Joan Santmartí
La casa Joan Santmartí és un edifici situat al carrer de Sant Pere Més Alt, 24-24 bis de Barcelona, catalogat com a bé cultural d'interès local.

## Història
El 1719, Ignasi de Bòria i de Gualba, ciutadà honrat de Barcelona, va establir en emfiteusi dues cases malmeses pel setge de 1713-1714 al pintor Pere Crusells, que les va fer reconstruir, unint-les en un sol edifici (actual núm. 24). El 1744, els seus marmessors el vengueren al flequer Pere Guteras, que al seu torn, el revengué el 1749 al comerciant Joan Santmartí per 2.300 lliures. El 1758, aquest adquirí la finca contigua (actual núm. 24 bis) per agnició de bona fe del mestre de cases Jeroni Roca de la venda que li havia fet el prevere Ramon Miquel i Ametller per 1.610 lliures.
La propietat va ser heretada per la seva neta Maria Teresa Canals i Santmartí, casada amb Josep de Llança (també escrit Llanza) i Gibert, hereu d'una família de Sant Julià del Fou. El 1820, morí l'hereu Josep Ramon de Llança i Canals-Santmartí, i el 1824, el seu germà Francesc de Paula es va casar amb Rafaela de Móra i de Llança, filla de Justí de Móra i de Gironella, provinent d'una família d'hisendats de Cabrera d'Anoia, i de Caterina de Llança i de Valls, de Can Maians. El matrimoni tingué dues filles: Dolors, casada amb Francesc de Sagarra i Ferran, que s'encarregaria de l'administració dels béns del seu sogre durant el seu exili a França, i Mercè, casada amb Antoni Via i Puig.
Francesc de Llança i Canals-Santmartí va morir el 1859, essent succeït per Mercè, ja que Dolors havia mort sense descendència. El 1888, Antoni Via i Puig va demanar permís per a completar el tercer pis més enllà de la primera crugia, segons el projecte del mestre d'obres Carles Bosch. L'hereu fou Josep Maria Via i de Llança, casat amb Madrona Parera i Torrents (†1925).

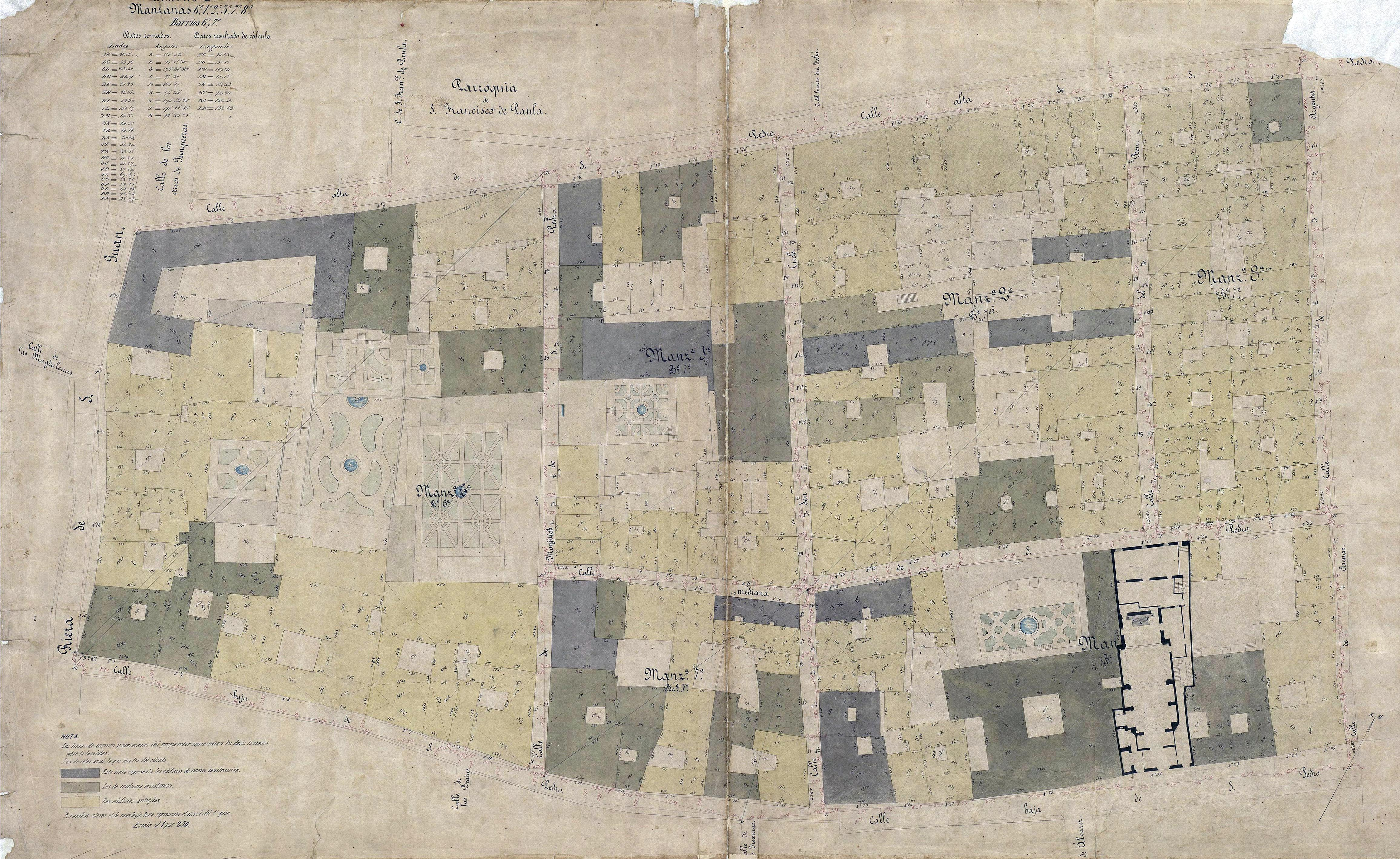
Quarteró núm. 24 de Garriga i Roca (c. 1860)

## Descripció
Consta de planta baixa i tres pisos. Als baixos hi ha obertures de mides diferents, i les de l'escales de veïns, tenen una reixa de ferro forjat de formes ondulades i la data 1700. Al pis principal hi ha dues finestres i tres balcons: dos amb llosana de pedra i un de llosana de ferro i ceràmica. A sobre d'aquests, també s'obren tres balcons molt estrets de llosana de pedra, i tres finestres. Al darrer pis hi ha quatre balcons sense volada i dues petites finestres. La façana original era de carreus irregulars, però al segle xviii va ser arrebossada i recoberta amb un encintat que imita carreus nous i regulars, però que deixa la pedra vista als marcs de les obertures. Al capdamunt, hi ha un prominent ràfec de ceràmica amb tortugada.